# Jacob Jeswiet
Jacob Jeswiet (Amsterdam, 28 december 1879 – Bennekom, 23 juli 1960) was een Nederlandse hoogleraar (1925-1945) in de plantensystematiek, dendrologie en plantengeografie aan de Landbouwhogeschool Wageningen, de voorloper van de Wageningen Universiteit (WUR). Hij werd in 1945 ontslagen als hoogleraar vanwege zijn samenwerking met de Duitsers in de Tweede Wereldoorlog. 

## Biografie
Jacob Jeswiet werd geboren in 1879 te Amsterdam. Hij studeerde botanie in Amsterdam (o.a bij Hugo de Vries), Zürich en Berlijn en promoveerde in 1913 in Zürich. Hij werkte van 1912 tot 1925 aan een proefstation voor de suikerteelt in Pasoeroean op Java. Ook ondernam hij diverse botanische expedities naar Nieuw Guinea. Van 1925 tot 1945 was hij hoogleraar, maar werd vanwege zijn collaboratie met de Duitsers in 1946 oneervol ontslagen. In 1947 werden hij en zijn vrouw hiervoor veroordeeld tot respectievelijk 3,5 en 6,5 jaar gevangenisstraf met aftrek van 2 jaar voorarrest.
Jeswiet was achtereenvolgens getrouwd met Henriëtte Jeanne Hagedoorn (1879-1915) en Maria Catherina Jacoba Hagedoorn (Amsterdam, 27 maart 1893 – Bennekom, 29 september 1961), met wie hij zeven kinderen kreeg. Jeswiet is begraven op de Oosterbegraafplaats in Amsterdam.

## Plantenoecologie
Jeswiet was een van de pioniers van de plantenecologie in Nederland. Hij verrichtte onder meer onderzoek naar de vegetatie en de bodem in de duinen. In zijn dissertatie Die Entwickelungsgeschichte der Flora der holländischen Dünen onderzocht hij het verschil tussen de zogenaamde ‘jonge duinen’, die zijn gevormd na de Middeleeuwen, en de 'oude duinen’, die zijn gevormd in de prehistorische tijd. Hij beschreef dat de oude duinen kalkarme of zure gronden hebben net als bijvoorbeeld inlands gelegen heidegebieden die in een aantal opzichten een vergelijkbare vegetatie kennen. Dit onderzoek naar de relatie tussen milieu en flora was een van de eerste ecologische studies in Nederland. Het onderzoek werd voortgezet door Jan Bijhouwer die hierop in 1926 promoveerde bij Jeswiet die in 1925 hoogleraar was geworden. Ondanks dit onderzoek naar causale relaties had Jeswiet meer interesse in de holistische aanpak van de vegetatiepatronen binnen de plantensociologie.

## Suikerriet en expedities
Tussen beide onderzoeksprojecten aan duinen werkte Jeswiet dertien jaar in Nederlands-Indië.
Vanaf 1912 was Jeswiet hoofd van de afdeling Rietveredeling van een proefstation in Nederlands-Indië. Hier deed hij onderzoek naar kruising en bestuiving van suikerrietsoorten en –variëteiten. Daarnaast werkte hij aan de systematiek en beschrijving van de veelheid aan rietsoorten en –variëteiten, ook om inzicht in onderlinge verwantschap en afstamming te krijgen.
Jeswiet verwierf in zijn Indische periode enige faam, mede door zijn verslagen van zijn botanische expedities naar Nieuw Guinea.

## NSB
Jeswiet was behalve wetenschapper ook lid van de Nationaal-Socialistische Beweging (NSB, in 1933, 1934 en na mei 1940). Hij maakte samen met Mussert voorstellen voor verklaringen die door studenten en personeelsleden van universiteiten en hogescholen moesten worden ondertekend en waarin ze aangaven zich niet te keren tegen aanhangers van het nationaalsocialisme. Jeswiet was ook lid van de Nederlandsche Kultuurraad, die tussen 1942 en 1945 poogde wetenschappelijk en cultureel Nederland ontvankelijk te maken voor het nationaalsocialisme. Ondanks zijn NSB-achtergrond heeft Jeswiet een plaatsgenoot bij wie joden zaten ondergedoken gewaarschuwd voor een op handen zijnde actie van de Duitsers.
Het hoogleraarschap van Jeswiet stopte in 1945 toen hij vanwege zijn samenwerking met de Duitse bezetter oneervol werd ontslagen. Ook werd hij geroyeerd als lid van de Nederlandse Bosbouwkundige Vereniging.

## Publicaties (chronologisch - selectie)
- Schouten, A.R. & J. Jeswiet (1902) Gymnadenia odoratissima (Een nieuwe indigeen), De Levende Natuur, 7 (7) 138-141.
- Jeswiet, J. & J.A. Lodewijks (1904) Iets over labiaten-kenmerken, De Levende Natuur, 9 (1) 14-18.
- Jeswiet, J. (1904) Een merkwaardige nieuweling, De Levende Natuur, 9 (5-6) 113-115.
- Jeswiet, J. (1913), Die Entwickelungsgeschichte der Flora der holländischen Dünen (dissertatie)
- Jeswiet, J. (1926) Moeilijkheden, verbonden aan planten-geografisch werk op Java, Veenman, Wageningen
- Jeswiet, J. (1927) Verslag van het tweede congres van de "International Society of Sugar Cane Technologists" gehouden te Havanna, Cuba van 14-26 maart 1927, Soerabaja
- Jeswiet, J. (1928) Immunity and cross-fertilisation in the genus Saccharum, Recueil des travaux botaniques néerlandais, 25A (1) 185-202
- Jeswiet, J. & W.C. de Leeuw (1933) Einige Waldgesellschaften aus Holland und die dazu gehörigen Bodenprofile, Nederlandsch kruidkundig archief. Serie 3, 43 (1) 309-333
- Edelman, C.H., F. Florschütz & J. Jeswiet (1936) Über spätpleistozäne und frühholozäne kryoturbate, Mouton, 's-Gravenhage
- Jeswiet, J. & J. L. W. Blokhuis (1936) Excursie van de Nederlandsche Boschbouwvereniging naar het Arboretum van Tervueren, Ned. Bosbouwkundig tijdschrift,  p 317-323
- Jeswiet, J. (1939) De plantensociologie, haar ontwikkeling en plaats aan de Landbouwhoogeschool, Veenman, Wageningen

- Author citation (botany): Jeswiet
- Gemeinsame Normdatei: 125143311
- International Standard Name Identifier: 0000 0000 1450 0779
- Nederlandse Thesaurus van Auteursnamen: 06820910X
- Virtual International Authority File: 60036338
- WorldCat: E39PBJjmRQDHrq8xWvmPTC4KBP